# Ian Livingstone
Ian Livingstone CBE (født 29. december 1949) er en engelsk fantasyforfatter og iværksætter. Sammen med Steve Jackson har han startet rollespil-serien Sværd og trolddom (Fighting Fantasy), og er forfatter af mange bøger i denne serie. Han er også en af medstifterne af spilfirmaet Games Workshop.